# Рейды в Белгородскую область (2023)
Рейды в Белгородскую область (также вторжение в Белгородскую область) — вооружённое вторжение некоторых подразделений Вооружённых сил Украины на территорию Белгородской области в ходе вторжения России на Украину.
Майский рейд прошёл с 22 по 23 мая на территории Грайворонского района, а июньский с 1 по 5 июня 2023 года на территории Шебекинского района Белгородской области.
Ответственность за майский рейд вооружённой группы с территории Украины взяли на себя Русский добровольческий корпус (РДК) и легион «Свобода России» (ЛСР), а за июньский первое подразделение.

## Предыстория
24 февраля 2022 года Россия начала вторжение в Украину; Белгородская область использовалась российскими войсками для наступления на Харьков, расположенного в 40 километрах от российско-украинской границы. После отступления из Харьковской области в сентябре в результате украинского контрнаступления российская армия использует близость украинского областного центра к границе с Белгородской областью для нанесения ракетных и бомбовых ударов, которые тяжело отразить украинской противовоздушной обороне.
Оборонительные сооружения изначально строили в некотором отдалении от границы, поэтому в Новую Таволжанку или сёла Грайворонского района участники РДК заходили совершенно беспрепятственно.
2 марта и 6 апреля 2023 года РДК провёл рейды в Брянской области.

## Силы рейдов
Майский рейд
Ответственность за операцию взяли на себя состоящие из граждан России формирования Русский добровольческий корпус и легион «Свобода России». Группа блогеров Conflict Intelligence Team не нашла подтверждений участия легиона в рейде. Представитель Главного управления разведки МО Украины Андрей Юсов заявил о том, что на территории России действуют только граждане России. Сотрудник Управления военной разведки Украины Андрей Черняк признал, что ведомство поддерживает связь с Русским добровольческим корпусом и Легионом «Свобода России», а также делится с ними информацией. При этом, по утверждению советника главы офиса президента Украины Михаила Подоляка, украинские власти не имеют непосредственного отношения к операции. Российские власти называют проникшие в Россию вооружённые формирования «украинскими диверсантами». Почти все из 6 опознанных различными СМИ участников рейда являются россиянами-неонацистами.
Научный сотрудник британского Королевского института оборонных исследований Марк Галеотти и израильский военный обозреватель Давид Шарп считают, что в организации операции участвовали Вооружённые силы Украины.
По данным источников «РБК», во вторжении в Белгородскую область принимали участие 10 единиц бронетехники и «группа пехоты ВСУ неустановленной численности». Издание «Радио Свобода» сообщило, что достоверно подтверждено использование не менее 8 единиц бронетехники, среди них: 4 бронетранспортёра M1224 MaxxPro, 1 бронеавтомобиль M1151 HMMWV, 1 HMMWV модели M1151 или M1152, бронеавтомобиль КрАЗ «Кобра». Один танк Т-72 участвовал в боях на границе с Украиной, но не перемещался вглубь территории России. Институт изучения войны (ISW) указал, что в рейде были задействованы два танка, бронетранспортёр и девять бронемашин.

## Ход событий

### Май
22 мая
Утром 22 мая 2023 года Русский добровольческий корпус опубликовал в своём Телеграм-канале три видео, на которых запечатлены люди в военной форме на фоне указателей в населённые пункты Безлюдовка Белгородской области, Чуровичи Брянской области и Любимовка Курской области.
Согласно изданию РБК, около 6:00 начались обстрелы Грайворонского района, продолжавшиеся 6 часов, а контрольно-пропускной пункт Грайворон был обстрелян из танков, которые позже вернулись в Украину. По информации Телеграм-канала Shot, на украинско-российской границе в районе села Дроновка шли бои с применением военной техники.
Согласно свидетельствам местных жителей, около 9:00 на КПП «Грайворон» со стороны Украины проникли диверсанты. По информации издания «Радио Свобода», приблизительно в 11:00 на КПП прибыл первый танк из Украины. Согласно сообщению пророссийского Телеграм-канала «Рыбарь», в Россию въехали 2 танка, 1 бронетранспортёр и 9 бронемашин.
Около 14:00 организации Легион «Свобода России» и РДК заявили о взятии под контроль сёл Козинки и Гора-Подол, а анонимный участник рейда сообщил, что часть бойцов дошла до города Грайворона, однако «Радио Свобода» не нашло видеозаписей, подтверждающих, что бойцы действительно достигли Гора-Подола и Грайворона; по информации Русской службы Би-би-си со ссылкой на очевидца, в Грайвороне не было боёв. Около 15:30 Легион «Свобода России» заявил о том, что российские войска наносят по ним артиллерийские и авиационные удары. Около 18:00 губернатор Гладков сообщил о введении в области режима контртеррористической операции. По словам Вячеслава Гладкова, 22 мая над территорией Белгородской области зенитные комплексы ВС РФ сбили беспилотный летательный аппарат.
Изначально губернатор Белгородской области Вячеслав Гладков не подтверждал сообщения о диверсантах в приграничных посёлках, заявляя о «массированной информационной атаке». Днём Гладков и МЧС сообщили о распространении среди местных жителей ложных сообщений об эвакуации; журналисты «Радио Свобода» подтвердили существование одного из Телеграм-каналов, распространявших дезинформацию. Вечером Гладков объявил официальную эвакуацию людей из Грайворонского района. По его словам, на тот момент большая часть жителей уже покинула район.
Ночью по областным управлениям ФСБ и МВД в Белгороде был нанесён удар. По одной из версий, в этот момент там проходило совещание руководства силовых органов о проведении контртеррористической операции.
23 мая
В полдень 23 мая Гладков сообщил, что «зачистка территории от последствий захода диверсионно-разведывательной группы продолжается», при этом опровергнув сведения о новом прорыве в соседний Борисовский район. По его словам, за сутки были «фактически отселены» жители 9 населённых пунктов: Грайворон, Новостроевка, Горьковское, Безымено, Мокрая Орловка, Глотово, Гора-Подол, Замостье, Сподарюшино. С утра 23 мая, по данным губернатора, сёла Головчино, Антоновка, Козинка, Сподарюшино, Гора-Подол, Глотово, Замостье, Безымено, Заречье, Грайворон, Мокрая Орловка, Новостроевка продолжали находиться под «многочисленным минометным и артиллерийским обстрелом». Также он сообщил о продолжающихся обстрелах Белгородского и Борисовского районов, Валуйского и Шебекинского районов.
Легион «Свобода России» заявил о продолжении «освобождения» Белгородской области. В 17:00 глава Белгородской области заявил об отмене режима контртеррористической операции.

### Июнь
1 июня
РДК объявил о начале нового рейда и вторжения в Белгородскую область, после чего те обстреляли город Шебекино и начали наступление в районе местного пограничного пункта. Как сообщила российская сторона, РДК совершила в этот день три попытки прорваться через границу силой около 70 человек при поддержке бронетехники и танков. По их словам, они якобы смогли отбить нападения, при этом убив 50 военнослужащих и уничтожив 4 бронемашины вместе с РСЗО «Град». По словам губернатора Белгородской области, из-за обстрела минимум 9 человек получило ранения. Как позже заявили в РДК — огонь вёлся по зданию МВД в Шебекино. Легион «Свобода России» и связанный с ними Илья Пономарёв, заявили, что Градами было накрыто здание полиции.
Губернатор Белгородской области Вячеслав Гладков заявил о начале эвакуации приграничных территорий, а также успешном отражении атак РДК.
По данным института изучения войны, Российская Федерация не смогла отразить нападение, и РДК совместно с ЛСР смогли продвинуться до Новой Таволжанки и Шебекино. Так, ISW охарактеризовал атаку как: «мелкомасштабные штурмовые операции, предполагающие быстрое проникновение на враждебную территорию для получения информации, разрушения вражеских сил или уничтожения объектов».
2 и 3 июня
РДК продолжал действовать на территории Белгородской области, с боями продвигаясь к Новой Таволжанке (в ночь с 3 на 4 июня, они продвинулись на 3,5 километра от границы), ввязавшись в бои за неё, и, по сообщениям WSJ, Россия всё же смогла удержать контроль над населённым пунктом.
3 июня в результате артиллерийского обстрела погибли двое мирных жителей, ехавших на автомобиле возле Масловой Пристани. Губернатор Гладков обвинил украинские силы, но ЛСР обвинил российскую армию.
4 июня
РДК предложили обмен пленными в районе Новой Таволжанки, при условии личного присутствия Губернатора, но тот отказался, и российских пленных отправили в Украину для пополнения обменного фонда.
5 июня
РДК продолжила наступательные действия, захватив Новую Таволжанку, а также проведя небольшой танковый бой между ЛСР и российским военными. Пограничная служба ФСБ РФ сообщила, что успешно отразила атаки, но признала наличие бойцов РДК в области.
В тот же день, проукраинские источники сообщили, что РДК якобы убила в ходе боёв полковника Белгородской оперативной группы ВС РФ Андрея Стэсева, а российская сторона заявила о якобы успешной зачистки Новой Таволжанки от сил РДК. Meduza сообщила, что не смогла найти независимое подтверждение информации.
5 июня Губернатор Белгородской области Вячеслав Гладков сообщил, что представители региональных властей «не могут войти» в село Новая Таволжанка. РДК утверждал, что продолжает контролировать населённый пункт. Они предложили губернатору встретиться с ними в селе, чтобы отдать пленных, но встреча так и не состоялась.

## Пострадавшие и жертвы
Местные власти сообщили, что в результате майского инцидента были ранены 13 местных жителей, а один житель села Козинка — погиб. Погибший житель служил командиром отделения Преображенского батальона. Ещё одна женщина умерла в автобусе «во время эвакуационных мероприятий». Телеграм-канал Baza сообщал, что был ранен заместитель главы администрации Грайворона. По информации Вячеслава Гладкова, в селе Замостье снаряд попал в детский сад, вследствие чего возник пожар. По словам губернатора, одна женщина получила ранение в руку.

## Военные потери

### Россия
Майский рейд
По информации Телеграм-канала «Два майора», в украинский плен попал солдат срочной службы, находившийся на контрольно-пропускном пункте «Грайворон». По информации газеты «Коммерсантъ», при обстреле с территории Украины реактивной системой залпового огня «Ураган» российского военного городка Белгород-22 были ранены 4 российских военнослужащих, а ещё 2 — убиты. Телеграм-канал ВЧК-ОГПУ опубликовал список из 8 российских военных, раненных при атаке. Некоторые пророссийские каналы сообщали о погибших и раненых из отрядов территориальной обороны. Потери не были официально подтверждены российскими властями.
Бойцам РДК удалось захватить российский бронетранспортёр БТР-82А пограничной службы ФСБ. Также мог быть захвачен российский БТР-80. Были уничтожены два российских грузовика «Урал-4320» и 100-мм противотанковая пушка Т-12. Потерян один российский вертолёт.
Июньский рейд
В ходе июньского рейда погибли по крайней мере 14 военнослужащих РФ, 10 попали в плен. Подтверждена смерть командира 1009-го мотострелкового полка полковника Владимира Кузнецова.

### Нападавшие
Майский рейд
Живая сила
РДК отрицал потери и заявил, что в ходе рейда были ранены 2 бойца. Газета The New York Times со ссылкой на анонимного высокопоставленного украинского чиновника сообщила о незначительных потерях, не влияющих на боеспособность подразделения. Издание «Новая газета. Европа» со ссылкой на анонимного участника рейда сообщила о наличии «легко раненных»; собеседник отказался комментировать возможные потери.
23 мая Минобороны России заявило о «разгроме» вооружённых формирований, убийстве 70 участников рейда и уничтожении четырёх бронированных машин и трёх пикапов. Корреспондент Financial Times Кристофер Миллер усомнился в озвученных Минобороны России данных о потерях личного состава, так как руководитель диверсионной операции, с которым общался журналист, находился в «довольно хорошем настроении», а военный обозреватель издания «Новая газета. Европа» Георгий Александров не доверяет неподтверждённым заявлениям Минобороны из-за систематических фальсификаций.
Военкор ВГТРК Евгений Поддубный опубликовал видео с телами якобы убитых украинских диверсантов — на кадрах зафиксировано значительно меньшее число тел, чем количество потерь, озвученных Минобороны. Георгий Александров считает убедительным довод Русского добровольческого корпуса о том, что форма на трупах («пиксель» ВСУ ММ-14) точно не соответствует форме, используемой РДК (мультикам).
Техника
Подтверждена потеря бронеавтомобиля International MaxxPro, который был оставлен. Издание «Радио Свобода» называет очень вероятными потери второй бронемашины MaxxPro, 1 БТР Dzik-2, 1 бронемашины КрАЗ «Кобра» и 1 бронемашины M1152 HMMWV; вероятными может быть потери двух бронемашин M1151 HMMWV.
Российский телеканал «Звезда» опубликовал видео с разбитой военной техникой на контрольно-пропускном пункте «Грайворон». На видео зафиксированы два M1151 HMMWV, один M1152 HMMWV, БТР Dzik-2 и легковой автомобиль. Несмотря на критику ряда экспертов, отметивших признаки того, что видео постановочное и техника была привезена после боёв, до 22 мая украинские и российские источники не сообщали о потере Dzik-2, а издание «Новая газета. Европа» со ссылкой на анонимного участника рейда подтвердило, что две машины HMMWV застряли в окопах около КПП и были брошены.

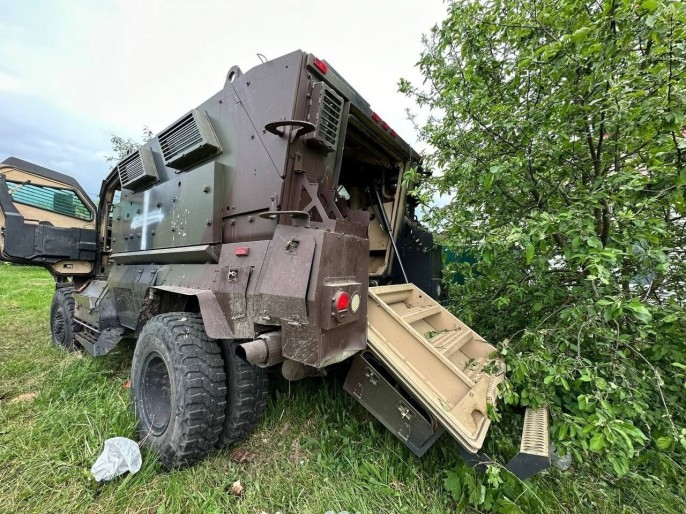
Бронеавтомобиль International MaxxPro, брошенный диверсантами при отступлении из Грайворонского района Белгородской области
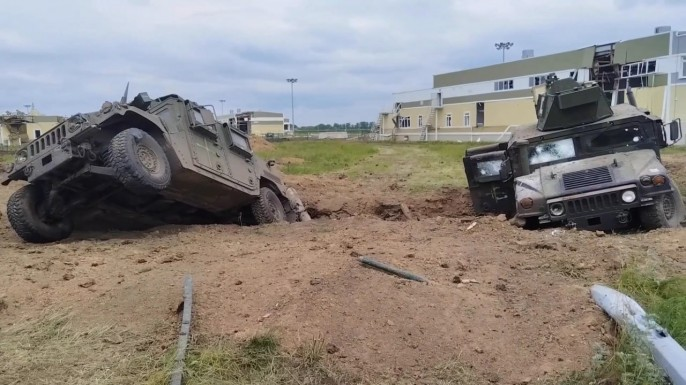
Два бронеавтомобиля Хамви, застрявшие в окопе и брошенные диверсантами на МКПП Грайворон при отступлении
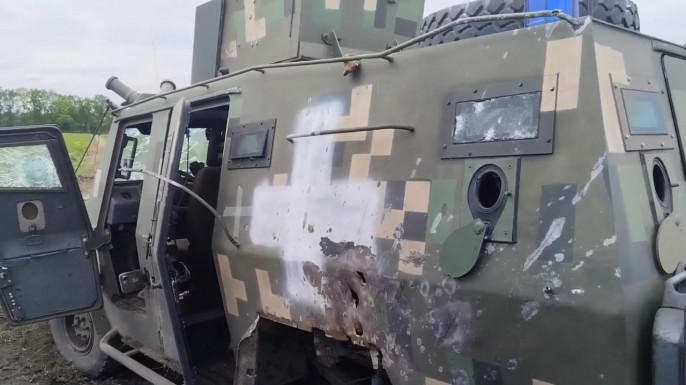
Повреждённый во время боевых действий на МКПП Грайворон бронеавтомобиль Dzik-2, принадлежавший диверсантам
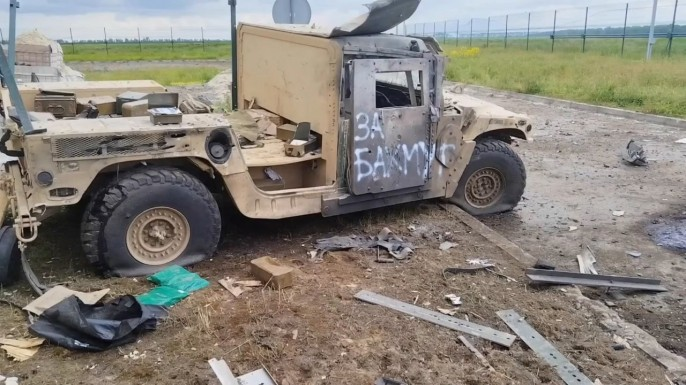
Повреждённый в ходе боевых действий на МКПП Грайворон бронеавтомобиль Хамви, использовавшийся диверсантами

## Реакция
На майский рейд
Телеканал «Россия 24» уделил всей ситуации в регионе только 25 секунд эфира. Минобороны России впервые прокомментировало события в Белгородской области лишь спустя полтора дня после начала рейда.
23 мая 2023 года Следственный комитет РФ возбудил уголовное дело по шести статьям УК РФ: посягательство на жизнь сотрудников правоохранительных органов, террористический акт, покушение на убийство, умышленное уничтожение или повреждение имущества, незаконный оборот оружия и взрывчатых веществ.
Представитель Госдепа США Мэттью Миллер заявил, что его правительство не поощряет атаки за пределами Украины и это было «чётко дано понять» украинским властям, но сказал, что право решения остаётся за Украиной, так как в этой войне агрессором является Россия.
Лидер РДК Денис Никитин признал факт использования в рейде американской военной техники, но не объяснил, каким образом она была получена вооружённым формированием.

## Оценки
О майском рейде
Ряд экспертов и обозревателей считает, что подобными операциями ВСУ принуждают российские войска к переброске резервов на направления, ранее не нуждавшиеся в обороне, что истощает российские силы на фронте и ставит под угрозу удержание оккупированных территорий Украины. По оценке интернет-издания «The Insider», рейд в Грайворонский район мог выполнить свою цель, так как по информации издания «Новая газета. Европа» из-за диверсионной операции российские войска направили в регион около 3200 бойцов и 20 единиц техники мотострелковых сил, около 1000 бойцов и 40 единиц техники армейского спецназа, а также — сотрудников Центра специального назначения ФСБ из отрядов «Альфа» и «Вымпела». Институт изучения войны считает, что такая реакция российских войск и назначение генерал-полковника Александра Лапина командующим операцией были непропорциональным ответом на рейд, как заявлялось, 13 бронированных машин.
Второй целью военные эксперты называют влияние на российское информационное пространство. Научный сотрудник британского Королевского института оборонных исследований Марк Галеотти считает, что рейд должен был «напугать русских, заставить их беспокоиться, что восстанет их собственный народ». По мнению израильского военного обозревателя Давида Шарпа, операция должна была дискредитировать российские власти и армию в глазах российской общественности. Кандидат политических наук Иван Преображенский считает, что такая цель была достигнута, так как быстрое продвижение рейда вглубь российской территории и ведение боёв в населённых пунктах в условиях плохо организованной эвакуации гражданских продемонстрировали неспособность российского руководства воевать на территории России; Преображенский отметил неэффективность оборонных сооружений на границе с Украиной, на которые местные власти, по собственным заявлениям, потратили около 10 миллиардов рублей, а также — отсутствие адекватного сопротивления рейду со стороны местных силовых структур, что, по мнению Преображенского, вызвано утратой правоохранительными органами реальных боевых навыков из-за многолетнего существования в условиях коррупции и выполнения задач политического преследования инакомыслящих граждан России вместо обеспечения реальной государственной безопасности. Эксперт Института изучения войны Джордж Баррос считает, что неэффективность укреплений на границе вызвана недостаточной укомплектованностью личным составом. Израильский военный эксперт Давид Гендельман считает, что из-за неоднородности укрепления границы удар был нанесён именно в слабом месте.
Русская служба Би-би-си отметила, что ВСУ, в свою очередь, могут продолжительное время проводить «тревожащие рейды», так как они не требуют использования больших военных ресурсов, а ведение операций от имени российских граждан и отрицание Украиной своей роли в их организации отзеркаливает действия Владимира Путина во время аннексии Крыма в 2014 году, отрицавшего тогда участие российских военных и заявлявшего, что военную форму «можно купить в любом „Военторге“».
Кроме этого, по мнению службы, операция в Белгородской области отвлекает общественное внимание от ситуации в Бахмуте, о захвате которого 20 мая официально заявила Россия, что отрицает Украина. Аналогичные версии озвучили пресс-секретарь президента России Дмитрий Песков и представитель Минобороны России Игорь Конашенков.
Представитель Главного управления разведки МО Украины Андрей Юсов заявил, что из-за рейда и обстрела хранилища ядерного оружия «Белгород-22», находящегося в 16 километрах от КПП «Грайворон», российские власти «срочно эвакуируют» ядерное оружие оттуда. Эксперт по ядерной безопасности Института ООН по исследованию проблем разоружения Павел Подвиг скептически отнёсся к заявлению о перемещении ядерного оружия, так как такой манёвр не мог остаться незамеченным для западной разведки. Подвиг отметил, что несмотря на действующий статус воинской части, к которой относится хранилище, невозможно установить факт наличия ядерного оружия в нём. Телеграм-канал «Рыбарь» заявил, что на данном объекте ядерное оружие не хранилось задолго до рейда. По мнению Подвига, захват оружия малой диверсионной группой невозможен из-за системы обороны хранилища.
По мнению Джорджа Барроса, при освещении рейда бо́льшую в создании паники сыграли российские источники информации, нежели украинские, а факты использования в рейде западного вооружения указывают на то, что российские «красные линии» и ядерные угрозы являются в первую очередь политическим инструментом давления с целью сдерживания поставок военной помощи Украине, а не реальными военными планами.
Об июньском рейде
Хотя заявлялось, что цель июньского рейда – «освобождение территории», ряд экспертов полагает, что это была тактика ВСУ по отвлечению ВС РФ с ключевых участков фронта.